# Lina Hedlund
Pour les articles homonymes, voir Hedlund.
Lina Maria Hedlund (née le 28 mars 1978 à Kilafors) est une chanteuse, membre du groupe Alcazar.

## Carrière
Lina Hedlund participe au Melodifestivalen 2002 avec sa sœur Hanna. La chanson qu'elles interprètent Big Time Party termine à la neuvième place de la finale. Elle participe seule à un concours au Melodifestivalen 2003 ; la chanson Nothing Can Stop Me n'atteint pas la finale. Plus tard cette année-là, elle sort le single Lady Bump.
En 2005, Lina Hedlund, aux côtés de sa sœur Hanna, tient l'un des rôles principaux dans la comédie musicale Sol, vind och vatten de Ted Gärdestad au Chinateatern. À l'été 2007, elle rejoint le groupe Alcazar pour un concert au club G-A-Y de Londres. Le groupe décide de continuer avec Hedlund, Andreas Lundstedt et Tess Merkel comme membres.
Avec Alcazar, Hedlund participe au Melodifestivalen 2009. La chanson Stay the Nigh va en finale. En 2010, il revient avec Headlines.
À l'automne 2011, Lina Hedlund fait ses débuts en tant que présentatrice télé dans le télé-crochet Copycat Singers, diffusé sur TV3. Elle est aussi l'animatrice de la web-série Sveriges bästa musik sur digitallive.eu.
Elle est l'un des membres du jury suédois pour le Concours Eurovision de la chanson 2015.
Alcazar se sépare le 1er janvier 2019 après 20 ans d'existence. Hedlund participe au Melodifestivalen 2019 avec la chanson Victorious où elle atteint la finale.

## Vie privée
Lina Hedlund a pour concubin Nassim Al Fakir. Le couple a deux fils, nés le 20 mars 2012 et le 6 octobre 2016. Al Fakir lui fait une demande en mariage Hedlund à la Friends Arena lors du Sweden International Horse Show en décembre 2018 (à laquelle elle répond "oui" avec jubilation).

## Discographie
- 2002 : Big Time Party (duo avec Hanna Hedlund)
- 2003 : Lady Bump
- 2003 : Nothing Can Stop Me
- 2019 : Victorious